# 直流発電機
直流発電機（ちょくりゅうはつでんき）は、直流電力を発電する発電機である。一般には整流子発電機（DC generator）のことを指すが、オルタネーター（alternator、交流発電機と整流器を組合わせたもの）を指すこともある。

## 直流発電機の分類

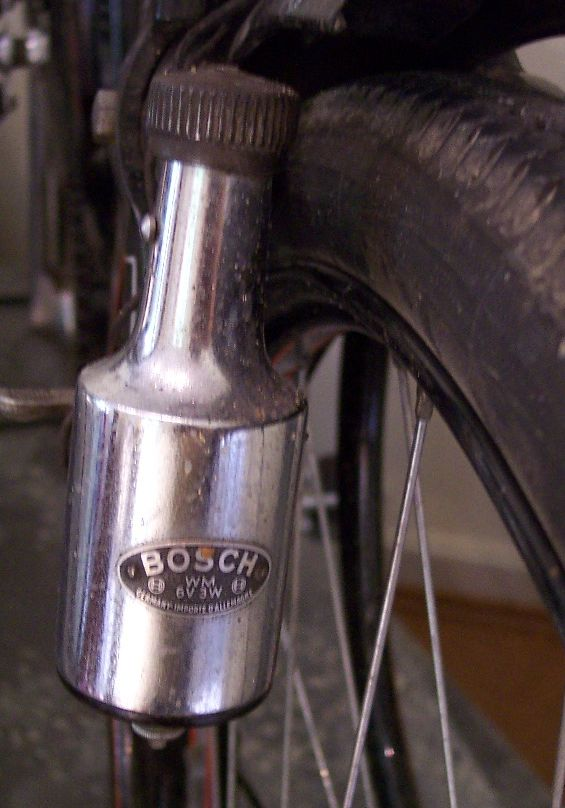
自転車のダイナモ

- - 単極誘導発電機
  - 整流子発電機（ダイナモ）
  - 永久磁石整流子発電機
  - 他励整流子発電機
  - 自励整流子発電機
    - 分巻整流子発電機
    - 直巻整流子発電機
    - 複巻整流子発電機
- オルタネーター

電磁石同期発電機とダイオードがベースである。

## 発明者
- アントニオ・パチノッティ - 1865年に直流発電機を発表した。
- ゼノブ・グラム - 1869年にグラム発電機を開発した。